# Saywa
Saywa er kunsternavnet for en populær peruviansk folkesangerinde, med det kristne navn Victoria de Ayacucho. Saywa har indspillet traditionel musik fra Perus højland på sit modersmål quechua og har nyfortolket flere klassikere inden for den Perus traditionelle folkemusik.
Saywa er derudover moder til en anden af Perus markante fortolkere af den lokale folkemusik, Damaris, der modsat sin moder har opnået betydelig international opmærksomhed.